# Addam Yekutieli
 (mai 2021).
Addam Yekutieli alias Know Hope, né en 1986 est un artiste principalement connu pour son iconographie réalisée sous le pseudonyme de Know Hope. 
Yekutieli est une figure éminente de la culture street-art israélienne, exposant dans des galeries et des musées du monde entier en utilisant des matériaux prêts à l'emploi, des pièces multimédias, des photographies, des vidéos et du texte,,. 
Yekutieli a entrepris des projets communautaires et à long terme sous la forme d'art de pratique sociale, qui traitent des idées de recontextualisation et de dialogue à travers l'espace public. 

## Biographie

### Premiers travaux

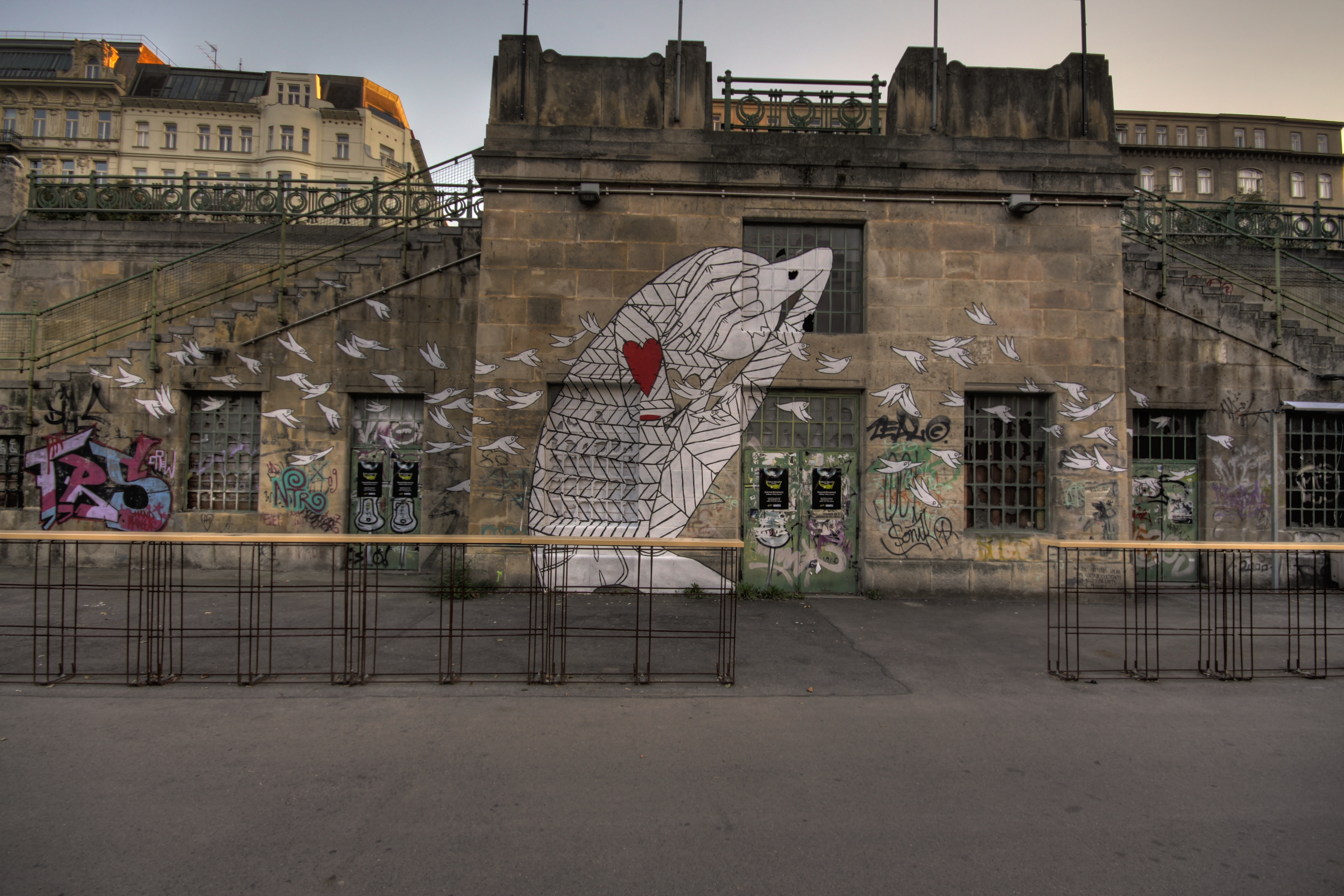
Art Know Hope à Vienne.

Yekutieli commence à exposer son travail dans les rues de Tel Aviv en début 2005. Son pseudonyme Know Hope apparaît à côté de son personnage unisexe le plus courant aux bras longs et aux longues jambes. Quelques années après Inside Job, une exposition de groupe d'art de rue dans le pavillon Helena Rubenstein pour l'art contemporain, Yekutieli commence à exposer début 2013 dans l'une des galeries les plus importantes d'Israël, la Gordon Gallery,. Cette même année, il commence aussi à travailler avec Steve Lazarides et sa galerie londonienne Lazarides Rathbone,. En 2014, Yekutieli participe à une exposition de groupe au Musée d'art contemporain de Roskilde. En 2014, parallèlement à son travail d'iconographie qui s'est développé pour inclure une utilisation répétée de drapeaux blancs, d'oiseaux, de bois et de clôtures, il travaille sur des projets à long terme. 

### Truth and Method(depuis 2014)
Fin 2014, Yekutieli lance un appel ouvert à participants à Tel-Aviv et à New York pour prendre part à son projet artistique en lui permettant de les tatouer,. Yekutieli décrit ainsi le projet : 

« En traduisant l'illustration textuelle initiale sur des participants actifs, l’œuvre se manifeste sous une forme nouvelle avec une signification beaucoup plus intime, éloignant l’œuvre de la nature immatérielle du travail en plein air et prenant plutôt une qualité permanente. »

[réf. nécessaire]
Des images de pièces de rue spécifiques au site constituent la base de l'exposition, avec une série de messages poignants basés sur du texte créant des récits ouverts renforcés par leur contexte. Ce point de départ initial permet à chaque environnement urbain de prendre une part active au dialogue et de déterminer comment le public peut les percevoir. 
« Par la suite, les mêmes textes sont tatoués sur des participants bénévoles, éloignant le travail de la nature éthérée du travail en plein air et prenant à la place une qualité plus permanente. En traduisant l'œuvre initiale basée sur le texte sur des participants actifs, le travail se manifeste sous une nouvelle forme avec une signification beaucoup plus intime »
Le projet Truth and Method est exposé pour la première fois à la Gordon Gallery. Plus tard, en 2015, Yekutieli exposéeune autre partie du projet, dans laquelle il a tatoué environ 50 participants, dans la galerie Catinca Tabacaru, basée à New York.

### Taking Sides(depuis 2015)

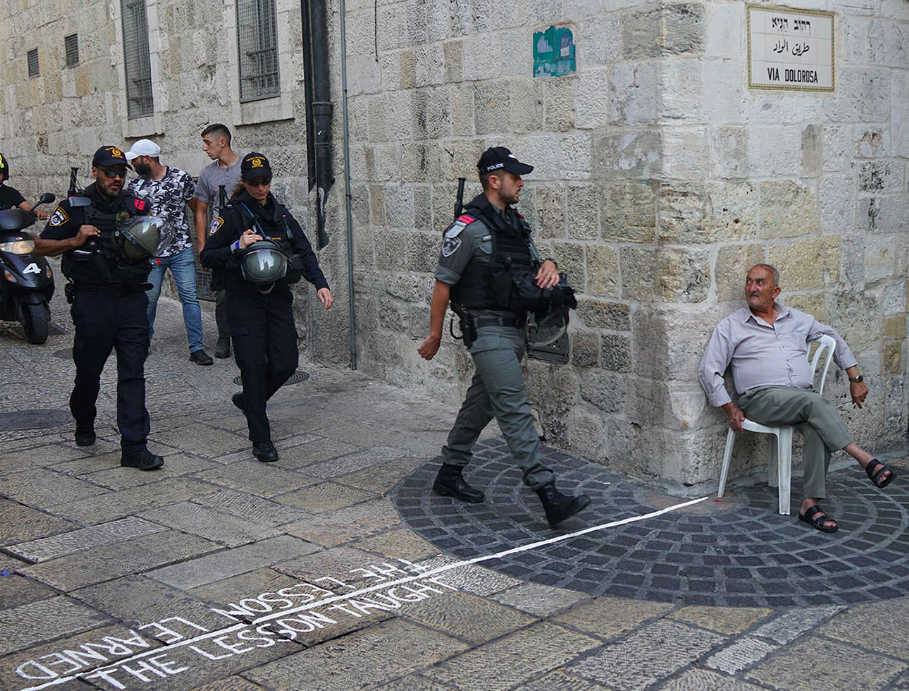

Lors d'une résidence à Cologne en Allemagne, Yekutieli entame une série d'interventions publiques dans lesquelles une fine ligne blanche est dessinée dans la rue pour créer une frontière imaginaire. Des deux côtés de la ligne, des phrases opposées sont écrites pour renforcer l'idée de l'espace comme différence et altérité. 

« En créant des juxtapositions entre le personnel et le politique, Taking Sides est une observation sur la façon dont parfois sont choisis les côtés, et des idéologies et des allégeances plus importantes sont adoptées - parfois consciemment, mais le plus souvent de manière héritée et automatique, ou d'une manière dictée par les circonstances  . »

En 2016, Yekutieli entreprend une autre série d'interventions à Lyon pour une exposition de groupe au Musée d'art contemporain de la ville. En ajoutant l'art vidéo comme autre médium à ce projet, Yekutieli juxtapose des vidéos documentant l'intervention dans l'espace public autour de la ville de Lyon avec des vidéos qui exposent des notions de territoire et de frontières telles que le mur de séparation israélien, le littoral de Lesbos et l' Eurotunnel de Calais., .

### Vicariously Speaking(depuis 2016)

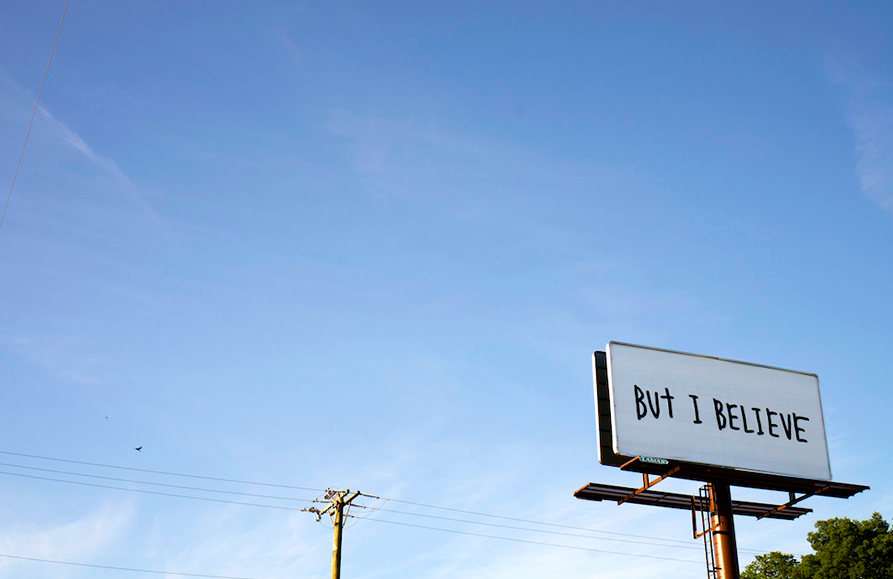

En 2016, travaillant avec OZ Arts à Nashville (États-Unis) pour un projet communautaire, il commence à correspondre avec un prisonnier condamné à mort dans une prison de Nashville,. Yekutieli décrit le projet sur son site Web : 

« À la suite de cette correspondance, des fragments de phrases des lettres des détenus ont été extraits et placés sur une série de panneaux d'affichage dans la ville. »

 

En sortant ces phrases de leur contexte d'origine et en les plaçant dans un nouveau, une présence retrouvée pour les détenus prend place dans l'espace public et un dialogue dans un environnement interactif se crée entre deux réalités distinctes. 

« Ce processus dynamique permet une réflexion sur des notions telles que l'origine des uns et permet une compréhension intuitive et empathique d'un problème communément complexe »

Ce projet a été présenté à OZ Arts en 2016, mais n'a pas encore reçu une vue d'ensemble complète de la galerie en raison de sa nature continue qui nécessite une plus longue période de correspondance et de documentation.

## Expositions

### Expositions individuelles
Expositions individuelles 
- 2007 : Juste parce que vous écoutez, The New and Bad Gallery, Tel-Aviv, Israël
- 2008 : Résidence temporaire, Galerie Anno Domini, San Jose, Californie
- 2009 : Comment nous y sommes arrivés // Comme des pigeons sous la pluie, X-Initiative, New York City
- 2009 : The Times Won't Save You (This Rain Smells of Memory), Carmichael Gallery, Los Angeles, Californie
- 2009 : À travers ces espaces vacants, nous pouvons voir n'importe où, Rialto, Rome
- 2009 : The Insecurities of Time, Ad Hoc Art, New York City
- 2010 : There Is Nothing Dear (There Is Too Much Dear), Cooper Cole Gallery, Toronto, Canada
- 2011 : Bound By The Ties, The Speak Easy, Tel Aviv, Israël (Sortie de livre et installation)
- 2012 : Autres 'Truths, événement et exposition de publication de zine, Studio Gallery, Tel Aviv, Israël
- 2012 : Représenter Israël à Art Beijing, Pékin
- 2012 : The Weight, Known Gallery, Los Angeles, Californie
- 2013 : The Abstract and the Very Real, Lazarides Gallery, Londres
- 2013 : Things That Stand Between / Things Left Standing Behind, exposition solo en deux parties Gordon Gallery 2, Tel Aviv, Israël
- 2014 : Ces trains, ils restent, sans réticence au passage, Thinkspace Gallery à Scope Art Fair, New York City
- 2015 : Empathy, Galerie Catinca Tabacaru, New York
- 2015 : L' eau prend la forme de son contenant, Open Space Gallery, Paris[23]
- 2015 : Truth and Method, Gordon Gallery, Tel Aviv, Israël
- 2016 : These Are Maps, Gordon Gallery, Tel Aviv, Israël
- 2016 : La vérité, racontée dans notre langue maternelle, Die Kunstagentin, Cologne, Allemagne
- 2017 : Il m'a fallu jusqu'à maintenant pour vous trouver, Lazarides Gallery, Londres [24]
- 2019 : Une pathologie de l'espoir, Gordon Gallery, Tel Aviv[25],[26]

### Expositions collectives
- 2011 : The Underbelly Project, Pop-up show, en association avec Opera Gallery New York, Miami
- 2011 : Inside Job- Street Art In Tel Aviv, Helena Rubenstein Pavilion for Contemporary Art (Tel Aviv Museum), Tel Aviv, Israël
- 2014 : Rues du monde, Opera Gallery, New York City
- 2012 : Winter Group Show, White Walls Gallery, San Francisco, Californie
- 2013 : Spectacle du 10e anniversaire des aiguilles + stylos, The Luggage Store, San Francisco, Californie
- 2014 : Cash, Cans & Candy, HilgerNEXT Gallery, Vienne, Autriche
- 2014 : PULP, The Outsiders, Newcastle, Royaume-Uni
- 2014 : Space / Squared, White Walls Gallery, San Francisco, Californie
- 2014 : Pow! Wow !: Exploring the New Contemporary Art Movement, Honolulu Museum of Art School, Honolulu, Hawaii, États-Unis
- 2014 : Black Milk - Holocaust in Contemporary Art, Museum of Contemporary Art à Roskilde, Danemark
- 2015 : Invisible College, Fort Wayne Museum of Art en association avec Thinkspace Gallery, Fort Wayne, Indiana, États-Unis
- 2015 : La Familia, Thinkspace Gallery, Culver City, Californie
- 2016 : WordsWordsWords, foire d'art de la semaine de relâche
- 2016 : Still Here, Lazarides Gallery, Londres[27]
- 2016: Jameco Exchange, en association avec No Longer Empty[28]
- 2016 : Wall Drawings - Urban Icons, Musée d'art contemporain de Lyon, Lyon, France[29]
- 2019 : The Distance Between, BC Gallery, Curated by Sasha Bogojev, Berlin, Germany[30]